# پارک جنگلی بیجیلو
پارک جنگلی بیجیلو (به لاتین: Bijilo Forest Park) یک منطقه حفاظت‌شده در گامبیا است که در ناحیه غربی (گامبیا) واقع شده‌است.